# Ampelocissus wightiana
Ampelocissus wightiana là một loài thực vật hai lá mầm trong họ Nho. Loài này được B.V.Shetty & Par.Singh miêu tả khoa học đầu tiên năm 1989.